# Nati nel 1415
| Questa pagina contiene informazioni ricavate automaticamente dalle voci biografiche con l'ausilio del template Bio e di un bot. L'aggiornamento è periodico e automatico e ricostruisce completamente la pagina. Se manca una persona in questa lista, sei pregato di non aggiungerla, ma accertati piuttosto che la sua voce biografica contenga il template Bio e che i dati anagrafici siano correttamente compilati. Se il template Bio manca, inseriscilo tu stesso o, in alternativa, metti l'avviso {{tmp\|Bio}} che ne segnala la mancanza. Se i dati riportati sono sbagliati, correggi direttamente la voce biografica; le modifiche saranno visibili in questa lista entro pochi giorni. Per chiarimenti vedi il progetto biografie. La lista contiene solo le 32 persone che sono citate nell'enciclopedia e per le quali è stato implementato correttamente il template Bio. Pagina aggiornata al 2 mag 2025. |

- 2 gennaio - Bernardo Cennini, orafo e tipografo italiano († 1498)
- 10 marzo - Basilio II di Russia, principe russo († 1462)
- 15 aprile - Pedro Ferris, cardinale e vescovo cattolico spagnolo († 1478)
- 3 maggio - Cecily Neville, nobildonna inglese († 1495)
- 12 settembre - John de Mowbray, III duca di Norfolk, nobile e militare britannico († 1461)
- 21 settembre - Federico III d'Asburgo, re († 1493)
- 1º dicembre - Jan Długosz, storico e prete polacco († 1480)
- Muhammad X di Granada, sultano († 1454)
- Benedetto Accolti il Vecchio, umanista italiano († 1464)
- Cecilia Aldobrandeschi, nobile italiana († 1451)
- Francesco Ariosto, letterato italiano († 1484)
- Giovanni Antonio Bellinzoni da Pesaro, pittore italiano († 1477)
- Grgur Branković, nobile serbo († 1459)
- Reinoud II van Brederode, nobile e militare olandese († 1473)
- Lodovico Fregoso, doge († 1489)
- Branda Castiglioni, vescovo cattolico italiano († 1487)
- Angelo Decembrio, umanista, scrittore e politico italiano
- Timoteo Maffei, arcivescovo cattolico italiano († 1470)
- Giovanna di Marle, nobile francese († 1462)
- Catalano di Monaco, monegasco († 1457)
- Giovanni II di Nevers, conte († 1491)
- Giambattista Pagliarino, storico italiano († 1506)
- Rinaldo Piscicello, cardinale e arcivescovo cattolico italiano († 1457)
- Rennyo, monaco buddista giapponese († 1499)
- George Ripley, alchimista inglese († 1490)
- Sai Tia Kaphut, sovrano laotiano († 1481)
- Shō En, re giapponese († 1476)
- Giacomo Solleciti, medico italiano
- Shō Taikyū, re giapponese († 1460)
- Tezozomoctli († 1483)
- Ulrico III di Graben, nobile e militare austriaco († 1486)
- Cola di Monforte, nobile e condottiero italiano († 1478)